# Cotinga's
Cotinga's (Cotingidae) zijn een familie van vogels uit de orde zangvogels. Cotinga's behoren tot de onderorde schreeuwvogels. De familie telt 66 soorten.

## Kenmerken
Tot de cotinga’s behoren vogelsoorten die enorme verschillen vertonen ten opzichte van elkaar. Ze bereiken uiteenlopende lengtes en de mannetjes vertonen vaak schitterende kleuren en bezitten een kuif en mooie veren om vrouwtjes het hof te maken. De lichaamslengte bedraagt 9 tot 45 cm.

## Leefwijze
Ze leven in bossen en/of in ondergroei van struiken. De meeste soorten voeden zich met vruchten, bladeren en zaden. Sommigen eten ook insecten. De mannetjes staan er ook om bekend dat ze luid kunnen ‘roepen’. Hun roep is soms tot ruim een kilometer verder te horen. Bij een aantal soorten komen de mannetjes bij elkaar op een speciale baltsplaats, waar ze met elkaar concurreren met hun vermogen om geluiden te maken of hun verenpak te laten schitteren.

## Verspreiding en leefgebied
Deze soort komt exclusief voor in Midden-Amerika en het tropische deel van Zuid-Amerika. 

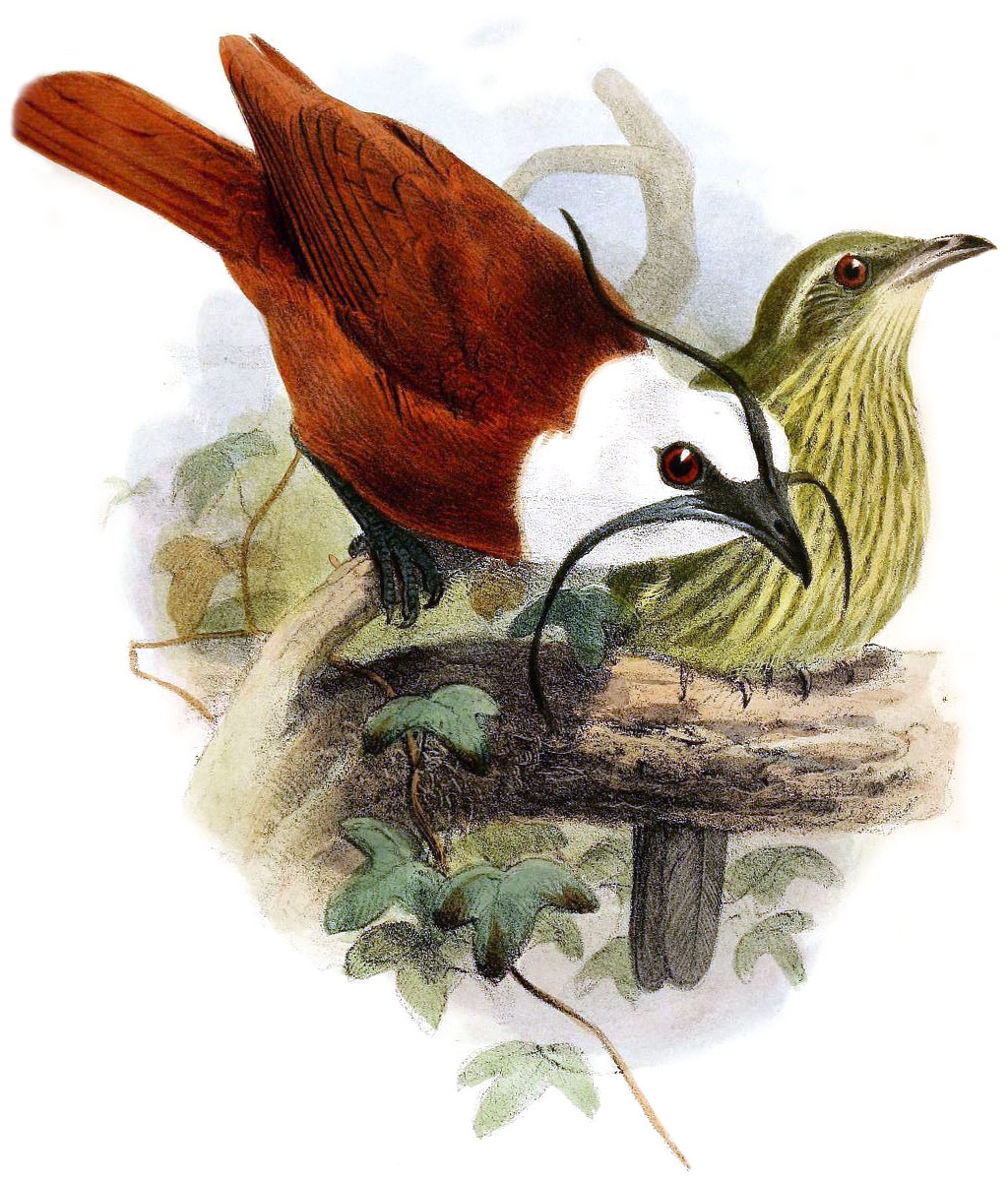
Drielelklokvogel (Procnias tricarunculatus)
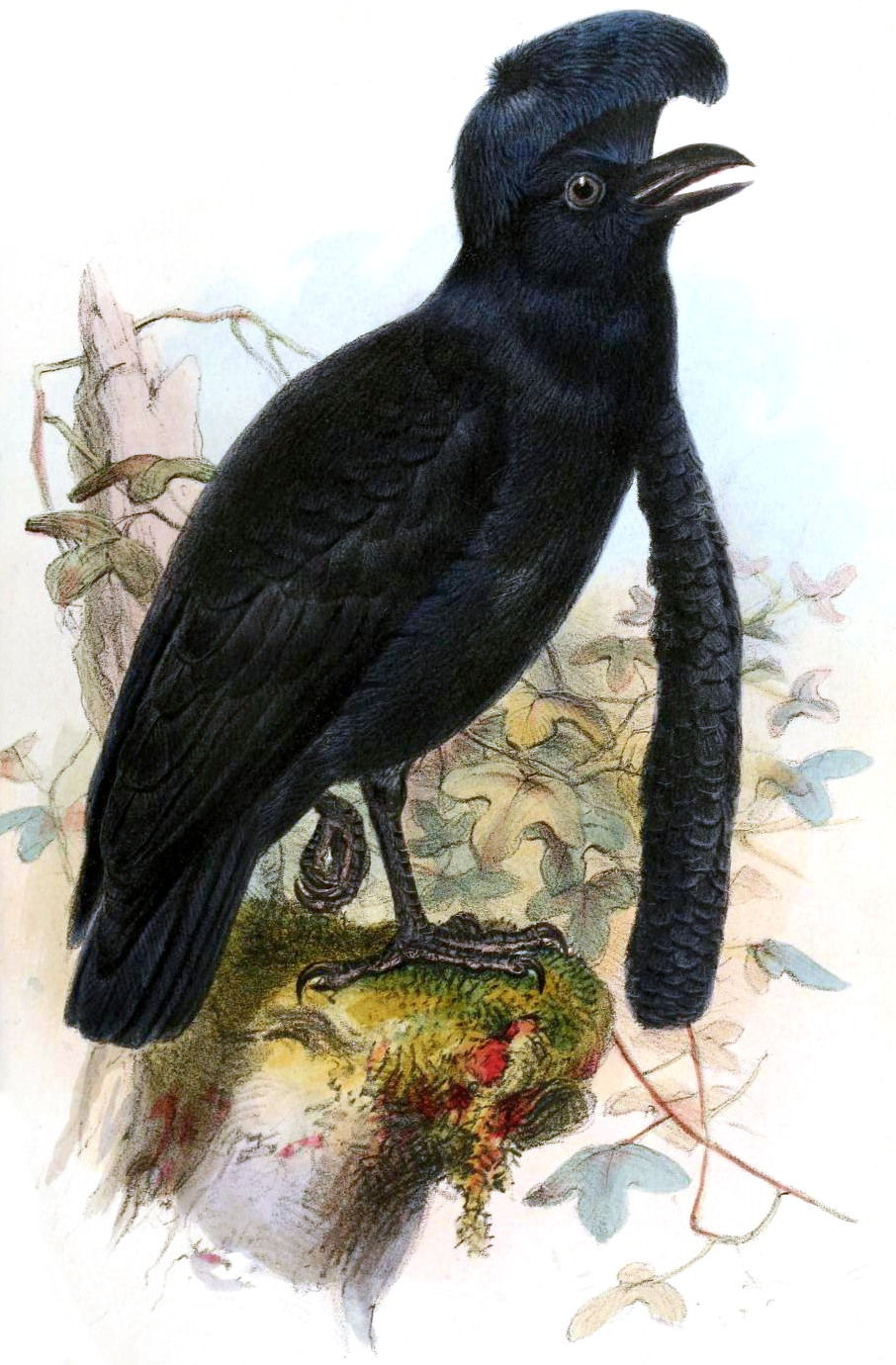
Ecuadoraanse parasolvogel (Cephalopterus penduliger)
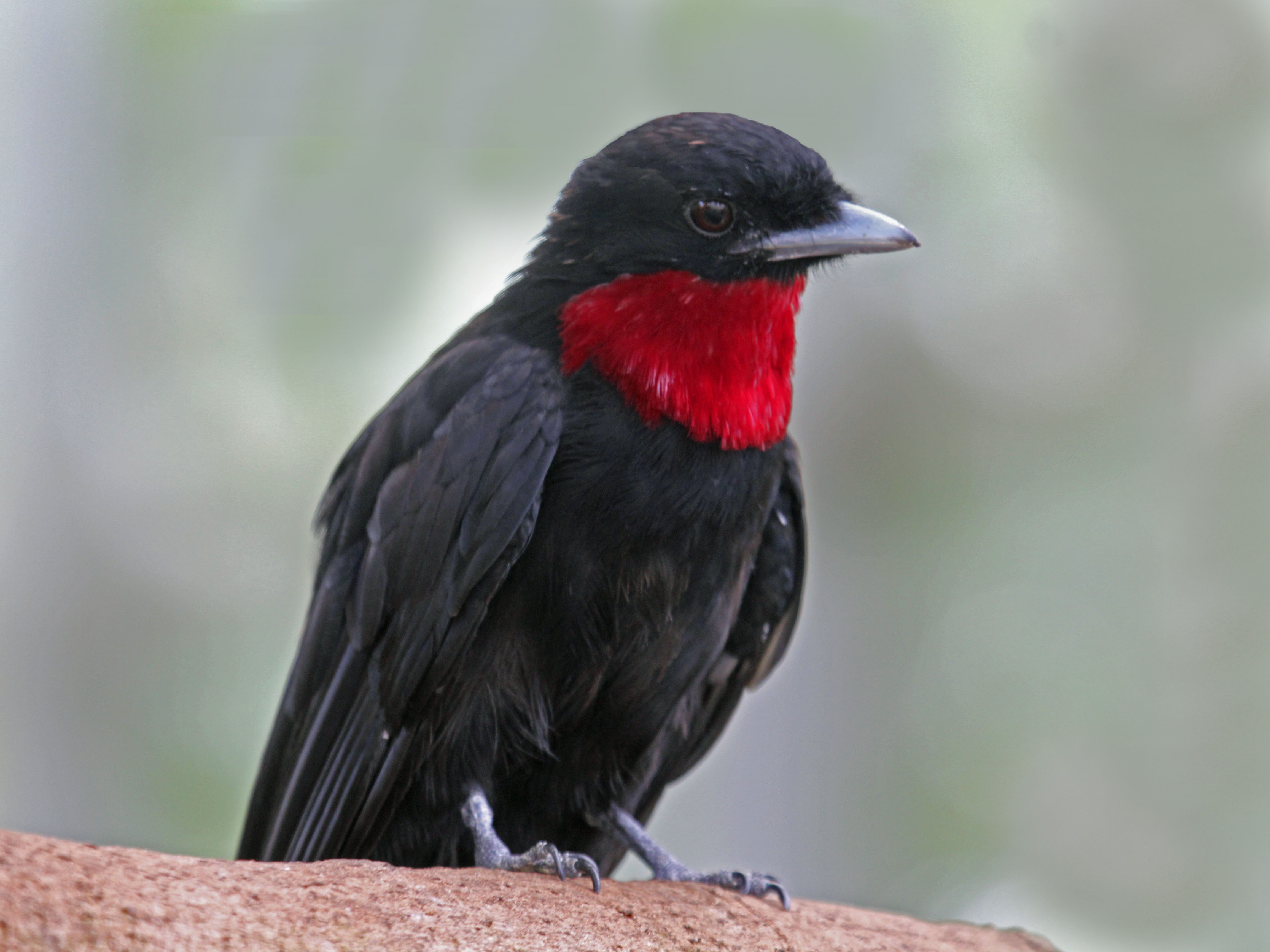
Purperkeelvruchtenkraai (Querula purpurata)
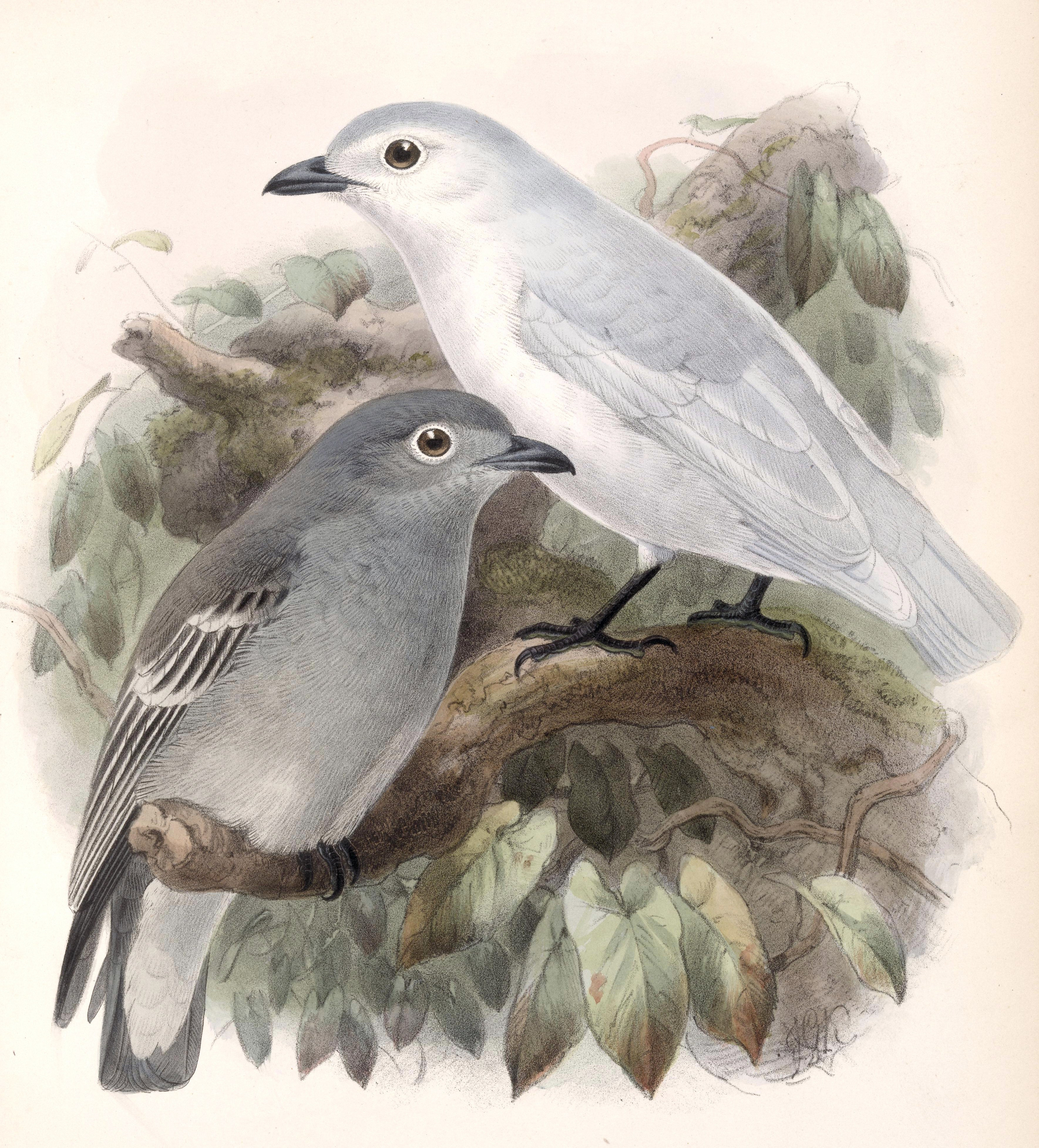
Sneeuwcotinga (Carpodectes nitidus)
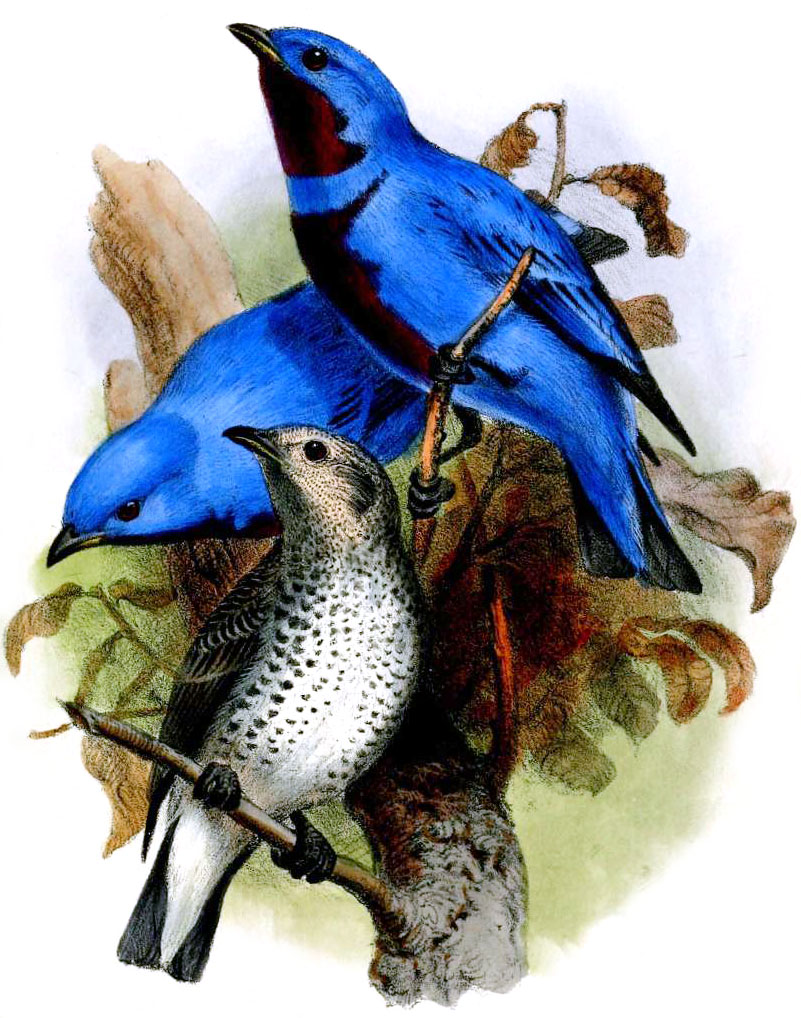
Azuurcotinga (Cotinga amabilis)

## Taxonomie
- Geslacht Ampelioides (1 soort: Groengeschubde cotinga)
- Geslacht Ampelion (2 soorten cotinga's)
- Geslacht Carpodectes (3 soorten cotinga's)
- Geslacht Carpornis (2 soorten besseneters)
- Geslacht Cephalopterus (3 soorten parasolvogels)
- Geslacht Conioptilon (1 soort: Zwartmaskercotinga)
- Geslacht Cotinga (7 soorten cotinga's)
- Geslacht Doliornis (2 soorten cotinga's)
- Geslacht Gymnoderus (1 soort: Kaalnekvruchtenkraai)
- Geslacht Haematoderus (1 soort: Karmozijnvruchtenkraai)
- Geslacht Lipaugus (9 soorten piha's en cotinga's)
- Geslacht Perissocephalus (1 soort: Capuchonvogel)
- Geslacht Phibalura (2 soorten cotinga's)
- Geslacht Phoenicircus (2 soorten cotinga's)
- Geslacht Phytotoma (3 soorten zaagvinken)
- Geslacht Pipreola (11 soorten cotinga's)
- Geslacht Porphyrolaema (1 soort: Purperkeelcotinga)
- Geslacht Procnias (4 soorten klokvogels)
- Geslacht Pyroderus (1 soort: Roodkraagvruchtenkraai)
- Geslacht Querula (1 soort: Purperkeelvruchtenkraai)
- Geslacht Rupicola (2 soorten rotshanen)
- Geslacht Snowornis (2 soorten piha's)
- Geslacht Xipholena (3 soorten cotinga's)
- Geslacht Zaratornis (1 soort: Witwangcotinga)

Acanthisittidae (Rotswinterkoningen) · Acanthizidae (Australische zangers) · Acrocephalidae (Rietzangers) · Aegithalidae (Staartmezen) · Aegithinidae (Iora's) · Alaudidae (Leeuweriken) · Alcippeidae (Alcippes) · Artamidae (Spitsvogels) ·  Atrichornithidae (Doornkruipers) · Bernieridae (Madagaskarzangers) · Bombycillidae (Pestvogels) · Buphagidae (Ossenpikkers) · Calcariidae (IJsgorzen) · Callaeidae (Nieuw-Zeelandse lelvogels) · Calyptomenidae (Afrikaanse breedbekken) · Calyptophilidae (Tapuittangaren) · Campephagidae (Rupsvogels) · Cardinalidae (Kardinaalachtigen) · Certhiidae (Echte boomkruipers) · Cettiidae (Struikzangers) · Chaetopidae (Rotsspringers) · Chloropseidae (Bladvogels) · Cinclidae (Waterspreeuwen) · Cinclosomatidae (Kwartellijsters) · Cisticolidae (Graszangers) · Climacteridae (Australische kruipers) · Cnemophilidae (Satijnvogels) · Conopophagidae (Muggeneters) · Corcoracidae (Slijknestkraaien) · Corvidae (Kraaien) · Cotingidae (Cotinga's) · Dasyornithidae (Borstelvogels) · Dicaeidae (Bastaardhoningvogels) · Dicruridae (Drongo's) · Donacobiidae (Zwartkopdonacobius) · Dulidae (Palmtapuiten) · Elachuridae (Elachura) · Emberizidae (Gorzen) · Erythrocercidae (Elfmonarchen) · Estrildidae (Prachtvinken) · Eulacestomatidae (Leldikkop) · Eupetidae (Ralbabbelaars) · Eurylaimidae (Breedbekken en hapvogels) · Falcunculidae (Harlekijndikkoppen) · Formicariidae (Mierlijsters) · Fringillidae (Vinkachtigen) · Furnariidae (Ovenvogels) · Grallariidae (Mierpitta's) · Hirundinidae (Zwaluwen) · Hyliidae (Hylia's) · Hyliotidae (Hyliota's) · Hylocitreidae (Bessendikkop) · Hypocoliidae (Zijdestaarten) · Icteridae (Troepialen) · Icteriidae (Geelborstzanger) · Ifritidae (Ifrita) · Irenidae (Irena's) · Laniidae (Klauwieren) · Leiothrichidae (Babbelaars) · Locustellidae (Sprinkhaanzangers) · Machaerirhynchidae (Bootsnavels) · Macrosphenidae (Afrikaanse zangers) · Malaconotidae (Bosklauwieren) · Maluridae (Elfjes)    · Melampittidae (Paradijspitta's) · Melanocharitidae (Bessenpikkers) · Melanopareiidae (Maansluipers) · Meliphagidae (Honingeters) · Menuridae (Liervogels) · Mimidae (Spotlijsters) · Mitrospingidae (Mitrospingustangaren) · Modulatricidae (Vlekkeellijsters) · Mohoidae (O'o's) · Mohouidae (Mohoua's) · Monarchidae (Monarchen) · Motacillidae (Kwikstaarten en piepers) · Muscicapidae (Vliegenvangers) · Nectariniidae (Honingzuigers) · Neosittidae (Boomlopers) · Nesospingidae (Puertoricaanse tangare) ·  Nicatoridae (Nicators) · Notiomystidae (Hihi) · Onychorhynchidae (Kroontirannen) ·  Oreoicidae (Oreoica's) · Oriolidae (Wielewalen en vijgvogels) · Orthonychidae (Stronklopers) · Oxyruncidae (Scherpsnavel) ·  Pachycephalidae (Dikkoppen en fluiters) · Panuridae (Baardmannetje) · Paradisaeidae (Paradijsvogels) · Paradoxornithidae (Diksnavelmezen) · Paramythiidae (Prachtbessenpikkers) · Pardalotidae (Diamantvogels) · Paridae (Mezen) · Parulidae (Amerikaanse zangers) · Passerellidae (Amerikaanse gorzen) · Passeridae (Mussen) · Pellorneidae (Grondtimalia's) · Petroicidae (Australische vliegenvangers) · Peucedramidae (Oranjekopzanger) · Phaenicophilidae (Hispaniolatangaren) · Philepittidae (Asities) · Phylloscopidae (Boszangers) · Picathartidae (Kaalkopkraaien) · Pipridae (Manakins) · Pittidae (Pitta's) · Pityriasidae (Borstelkop) · Platylophidae (Maleise kuifgaai) · Platysteiridae (Lelvliegenvangers) · Ploceidae (Wevers en verwanten) · Pnoepygidae (Pnoepyga's) · Polioptilidae (Muggenvangers) · Pomatostomidae (Australaziatische babbelaars) · Promeropidae (Afrikaanse suikervogels) · Prunellidae (Heggenmussen) · Psophodidae (Zwiepfluiters) · Ptiliogonatidae (Zijdevliegenvangers) · Ptilonorhynchidae (Prieelvogels) · Pycnonotidae (Buulbuuls) · Regulidae (Goudhaantjes) · Remizidae (Buidelmezen) · Rhagologidae (Geschubde dikkop) · Rhinocryptidae (Tapaculo's) · Rhipiduridae (Waaierstaarten) · Rhodinocichlidae (Troepiaaltangare) · Salpornithidae (Gevlekte boomkruipers) · Sapayoidae (Breedbekmanakin) · Scotocercidae (Maquiszanger) · Sittidae (Boomklevers) · Spindalidae (Spindalissen) · Stenostiridae (Elfvliegenvangers) · Sturnidae (Spreeuwen) · Sylviidae (Grasmussen) · Teretistridae (Cubaanse zangers) · Thamnophilidae (Miervogels) · Thraupidae (Tangaren) · Tichodromidae (Rotskruiper) · Timaliidae (Timalia's) · Tityridae (Tityra's) · Troglodytidae (Winterkoningen) · Turdidae (Lijsters) · Tyrannidae (Tirannen) · Urocynchramidae (Przewalski's roodmus) · Vangidae (Vanga's) · Viduidae (Wida's) · Vireonidae (Vireo's) · Zeledoniidae (Zeledonia) · Zosteropidae (Brilvogels)